# ألبير واتسون
ألبير واتسون (بالإنجليزية: Albert Watson)‏ (8 سبتمبر 1985 ببلفاست في المملكة المتحدة - ) هو لاعب كرة قدم بريطاني في مركز الدفاع. لعب مع نادي لينفيلد ونادي ادمونتون ونادي بيليمينا يونايتد.

## روابط خارجية
- ألبير واتسون على موقع قاعدة بيانات كرة القدم.إي يو (الإنجليزية)
- ألبير واتسون على موقع Soccerway.com (الإنجليزية)